# Un bandido honrado
Un bandido honrado es una serie de televisión colombiana escrita por Juan Manuel Cáceres y emitida por Caracol Televisión en 2019. Está protagonizada por Diego Vásquez y Carolina Acevedo, junto a las participaciones antagónicas de Norma Nivia, Andrés Toro, Felipe Calero y Juan Carlos Solarte.
La trama se centra en la historia de Emilio Ortega (Diego Vásquez), un capo del narcotráfico, quien luego de pasar 5 años en prisión y de estar al borde de la muerte, decide darle un giro radical a su vida. Trata de dejar atrás su oscuro pasado para convertirse en una persona de bien. Sin embargo, esto no será nada fácil, pues tendrá que  enfrentarse a los obstáculos que la vida le interponga, principalmente con la abogada Natalia Peralta (Norma Nivia), y el detective Jairo Ramírez (Andrés Toro).

## Sinopsis
Una historia divertida que sigue las aventuras del capo de la droga arrepentido, dispuesto a cambiar su vida para alejarse de los delitos y pecados del pasado. Esta historia, llena de humor, contará las situaciones que debe vivir un bandido que quiere aprender a ser bueno. Su camino a la redención será complicado, pues deberá hacer un gran esfuerzo para alejarse de las tentaciones que trae el mundo fuera de la ley.

## Reparto

### Personajes principales
- Diego Vásquez como Emilio de Jesús "El Crespo" Ortega Rangel

Al principio de la trama, es mostrado como un hombre corrupto, dedicado a los negocios ilícitos, como el tráfico de estupefacientes, el cohecho y el concierto para delinquir. No obstante, estos cargos nunca son comprobrados por las autoridades, y el suceso que lo lleva a parar a la cárcel es el aparente "asesinato" de su enemigo Diego Raigoso (Jorge Herrera), razón por la que lo condenan a aproximadamente 20 años en cautiverio. Pasados 5 años, Ortega sufre un accidente estando aún en prisión, en el que muere por unos momentos. Es aquí cuando tiene una revelación de su patrono San Judas Tadeo (Julio Pachón), quien le da una segunda oportunidad para regresar a la vida bajo la condición de convertirse en un hombre honrado. Poco después, se demuestra que Raigoso jamás murió, por lo que Ortega sale libre, dispuesto a cambiar totalmente el rumbo de su vida junto a su esposa Mile (Carolina Acevedo) y sus dos hijos. Sin embargo, el destino se encargará de obstaculizar sus propósitos, cuando Natalia Peralta (Norma Nivia), su abogada y amante, y el Detective Ramírez (Andrés Toro), traten de hacer todo lo posible por acabar con su tranquilidad.
- Carolina Acevedo como Milena Aponte de Ortega

Es el trofeo de mujer que todo traqueto quisiera tener. Es vanidosa y un tanto caprichosa, pero de muy buen corazón. Sabe que su marido es uno de los criminales más grandes del país, pero no le da importancia, pues prefiere callar y disfrutar de todos los lujos a los que este la tiene acostumbrada. Cuando Ortega es detenido y condenado, debe tomar las riendas de su hogar y sacar adelante a sus hijos sola. Angustiada, espera impaciente que su esposo salga de la cárcel; y cuando lo logra, lo apoya en su decisión de alejarse de los negocios fuera de la ley, aunque esto implique que deba renunciar a su vida de ostentación y abundancia.
- Norma Nivia como Natalia Peralta

La cosmopólita abogada de Emilio Ortega. Una mujer clasista, oportunista y calculadora, con una inteligencia brillante y un gran don de palabra. En medio de los procesos judiciales en su objetivo de demostrar la inocencia de su cliente, empieza una relación clandestina con él, que más adelante se vuelve una obsesión para ella. Al ver que, luego de salir del encierro, Ortega trata de evadirla e ignorarla, Natalia empieza a padecer una dependencia hacia él, tratando de hacer todo lo posible por "recuperarlo", incluso poniendo en riesgo su propia vida personal y su salud mental. Según la propia Nivia, Natalia sufre una especie de complejo de doble personalidad, ya que cuando se desempeña en sus labores profesionales, es la mejor; no obstante, cuando se enfoca en el terreno de lo personal, empieza a tener sus falencias.
- Ana María Arango como Doña Raquel Rangel de Ortega

Es la alcahueta madre de Emilio. Siempre soñó con ver a su hijo mandando y dirigendo; por eso, cuando este le comunica que ya no será más un narco sino que se dedicará al restaurante familiar, Raquel le recrimina, alegándole que no tendrá ningún futuro si se aleja de los negocios a los que se ha dedicado por tantos años. Por otra parte, la mujer no tolera a su nuera Milena, por lo que siempre le reprocha a su hijo el haberse casado con una mujer que no tenía ningún tipo de aspiraciones. Cabe recalcar que Ana María Arango es una de las primeras actrices más reconocidas de Colombia, pues ha trabajado en innumerables producciones que todavía permanecen en la memoria de los televidentes.
- Álvaro Bayona como Horacio Muñoz

Es el contador personal en los negocios de Ortega. Brillante con los números y débil con las mujeres. Secunda a su patrón en todo, ayudándole cuando lo requiera. Al igual que él, es un hombre corrupto, amante de las jugadas torcidas y sucias, pues sabe que representan mucho dinero. Cuando Ortega le advierte que dejará atrás su pasado ilícito, Horacio cree que se trata de una simple fachada para "despistar al enemigo" y seguir delinquiendo.
- Katherine Porto como Jopini

Es una revolucionaria sicaria que se desenvuelve como jefe de seguridad de Ortega. Jopini es independiente, autosuficiente y segura de sí misma. No le teme enfrentarse a quien sea con tal de proteger a su patrón, y le guarda un profundo respeto y una gran admiración. Toda su vida se ha dedicado a la seguridad de capos y narcotraficantes; por ello, cuando se da cuenta de que su jefe ha dejado a un lado su vida criminal, Jopini no sabe qué hacer para poder subsistir, ya que no quiere abandonar a Ortega y defraudar la lealtad que este le demuestra.
- Tiberio Cruz como Daniel Alberto Rodriguez "Pichuchas"

El "secretario personal" del señor Ortega. Para muchos, es un simple 'lavaperros' de un criminal; para Emilio, representa un amigo incondicional. Siempre está atento a lo que el patrón ordene y le sigue la cuerda en todo aunque algunas veces no esté de acuerdo. Siente un gusto especial por Jopini, pero sabe que lo de ellos no puede ser posible mientras trabajen para Ortega, debido a que este les indicó que no tolera las relaciones afectivas entre compañeros de "banda"; es por esto que mantienen un "cuasi noviazgo" a escondidas.
- Felipe Calero como Andrés Morales

El político corrupto, mañoso y prejuicioso, amigo de Natalia. Fue candidato a la Cámara de Representantes y ahora al Senado de la República. En principio, pretende crear lazos con Ortega, en vista de que sus negocios ilegales pueden representar un valioso aporte económico a su campaña. Es mentiroso, cínico, oportunista y manipulador. Representa lo más vil de la sociedad, y está dispuesto a todo con tal de obtener el cargo político que desee.
- Jimena Durán como Detective Consuelo Martínez

Es la novata detective que llega para hacer pareja con Ramírez en la AIP. Es ingenua y manejable. Siente una aparente atracción por su nuevo compañero de trabajo, por lo que intentará secundarlo en todo lo que pueda, aunque esto le traiga problemas e inconvenientes con sus superiores.
- Andrés Toro como Detective Jairo Ramírez

Fue el principal perpetrador del operativo en el que Ortega cayó en manos de la Policía. Siempre ha estado obsesionado con la idea de atraparlo, pues no tolera pensar que alguien tan corrupto pueda seguir haciendo de las suyas sin que nadie haga algo. Es entonces, cuando Ortega sale libre luego de 5 años, que se propone llegar hasta las últimas consecuencias para lograr el propósito que rige su vida: capturarlo y enviarlo a prisión de por vida por sus múltiples crímenes.
- Sebastián Sánchez como Dylan Julián Ortega Aponte

El hijo mayor de los Ortega. Rebelde y antipático. No soporta tener que cambiar de estilo de vida, ya que siempre había crecido en medio de todo tipo de riquezas; por ello, se la pasa pensando en el "qué dirán". No le gusta estudiar, en cambio preferiría dedicarse a los torcidos de su papá, lo que le traerá muchos problemas.
- Isabella Barragán como Mati Ortega Aponte

Es la adorable hija menor de los Ortega, "la princesa de la casa". Colaboradora, amigable, tierna y muy inteligente. Es la adoración de sus padres y la alegría del hogar. Siempre piensa en ayudar a los demás sin esperar nada a cambio. Es la contraparte del ambicioso Dylan.

### Personajes secundarios
- Paola Jara[8] como Pamela P. Ramírez

Es una popular cantante de música norteña, quien tiempo atrás fuere amante de Ortega (el cual también patrocinaba su carrera musical). Cuando se entera de que su "crespito" ha salido de la cárcel, se propone reconquistarlo y quedarse finalmente con él para disfrutar de todas las comodidades en las que vive Mile. Sin embargo, en sus planes se interpone Don Fercho, un peligroso mafioso, que ahora es el financiador de sus producciones artísticas y que, además, está interesado amorosamente en ella. Lo que pocos saben es que lo único que la mujer pretende es recibir beneficios económicos de parte de él y hacerse un lugar en los escenarios internacionales; es por esto que Pamela no conoce de límites cuando se trata de cumplir con sus objetivos, más aún con la ambición que la caracteriza.
- Julio Pachón como San Judas Tadeo

San Judas es el santo de la devoción de Emilio, su fiel acompañante. Se aparece ante él de forma espiritual cuando está a punto de caer nuevamente en el pecado, cumpliendo el papel de consejero y guía para indicarle el camino del bien. En diversas ocasiones, demuestra conductas muy terrenales, como por ejemplo, comer chicharrón y tomar cerveza.
- Freddy Ordóñez como Detective Perea

Era la pareja laboral del detective Ramírez, antes de que llegara Consuelo a la AIP. Siempre se mostró leal con su compañero y lo apoyó en todas sus decisiones, incluso cuando creía que este se encontraba realmente obsesionado por atrapar a Ortega.
- Juan Carlos Solarte como Coronel Daza

El superior de Ramírez en la institución. De carácter duro e imponente. No tolera la mediocridad y le hace la vida imposible a Ramírez cuando este último monta todo un operativo fallido con el fin de vincular al 'Crespo' con el tráfico de drogas. Más adelante se descubriría que la supuesta "sustancia ilícita" no era más que harina de yuca.
- Roger Moreno como Víctor Hugo Rocha "Carepuño"

Otro de los hombres fieles de Emilio. Fue quien lo acompañó en la cárcel, agendándole citas y tapándole sus fechorías. Muestra un comportamiento impulsivo y violento. Al salir de la cárcel no acepta que su patrón ya no es un bandido y le cuesta adaptarse al nuevo estilo de vida de "la banda".
- Liliana González como Francy

Es la mejor amiga y confidente de Mile. Siempre le aconseja y le brinda su apoyo emocional. Vive y disfruta de una lujosa casa y dinero que le dejó su exmarido, hasta que esté le quita todo los bienes.
- Jorge Herrera como Diego Raigoso

Era el enemigo de Ortega cuando se dedicaba a los negocios torcidos. Es por su aparente "asesinato" que Emilio va a dar a la cárcel por 5 años. Tiempo después, se revela que nunca murió y que, encima, le habría robado a Ortega una caleta millonaria que escondía en un convento.
- Astrid Junguito como María del Pilar

Es la superior del Coronel Daza y la tía de Consuelo. Ayuda a su sobrina cuando ésta le informa que Ramírez ha sido despedido de la organización luego de que estallara el escándalo de la harina, haciéndolo recuperar su trabajo.
- Juan Manuel Restrepo como Augusto Vélez Ruiz "Tuto"

El arribista novio de Daniela y principal rival de Dylan Ortega. Le hace la vida imposible y siempre trata de hacerlo quedar mal frente a todo el grupo. En un capítulo, propicia una riña callejera en el restaurante de Doña Raquel.
- Alejandro Gutiérrez como Mauro

Era uno de los "bandidos" que acompañaba a Ortega en sus tiempos de criminal. Un día cualquiera desaparece con un gran monto de dinero, dejándole a su exjefe muchas deudas.
- María Camila Rueda como Daniela "Dani"

Es una de las compañeras de Dylan en el validadero. Tiene la actitud de la típica niña rica, humilladora e interesada, al igual que su novio "Tuto".
- Marcela Forero como Yesi

Es la mejor amiga de Dani y, al contrario de ella, tiene un muy buen corazón. Durante el desarrollo de la historia, parece mostrar un afecto verdadero hacia Dylan. 
- Juan Carlos Arango como Fernando Herrera Marín "Don Fercho"

Uno de los mafiosos más peligrosos del país y actual financiador de Pamela P. Es una persona de armas tomar y no deja pasar por alto ninguna traición. Tiene vigilada a Pamela las 24 horas, por lo que conoce todos y cada uno de sus movimientos.
- Erick Rodríguez como "Lalo"

El mejor amigo homosexual de Pamela y su cómplice en todo. Cumple la función de mánager y vive con ella en el lujoso apartamento que paga Fercho.

## Episodios
| Temporada | Temporada | Episodios | Episodios | Emisión original    | Emisión original        |
| Temporada | Temporada | Episodios | Episodios | Primera emisión     | Última emisión          |
| --------- | --------- | --------- | --------- | ------------------- | ----------------------- |
|           | 1         | 61        | 61        | 10 de junio de 2019 | 9 de septiembre de 2019 |